# 周期 (数体系)
数学の特に解析数論周辺分野における周期（しゅうき、英: period）は、ある種の代数的な領域上でとった代数函数の積分として表される複素数を言う。周期全体の成す集合は、和と積に関して閉じており、環を成す。
Maxim Kontsevich and Don Zagier (2001) は周期の概念を導入し、周期に関するいくつかの予想について述べた論説である。

## 定義
与えられた実数が周期であるとは、次の形で表せるときを言う：
{\displaystyle \int _{P(x,y,z,\ldots )\geq 0}Q(x,y,z,\ldots )\mathrm {d} x\mathrm {d} y\mathrm {d} z\ldots }
ここで {\displaystyle P} は有理数係数多項式、 {\displaystyle Q} は {\displaystyle \mathbb {R} ^{n}} 上の有理数係数の有理関数. 
ここで {\displaystyle P} と {\displaystyle Q} を代数関数に取り替えた場合;、一見より一般の概念を表しているように見えるが実は上と同値である。また{\displaystyle P} と {\displaystyle Q} を代数的数 係数としても同値である（これは、そのような積分や代数的無理数が適当な領域上の面積として表せることによる）。
より一般に、与えられた複素数が周期であるとは、その実部および虚部がともに周期となるときに言う。

## 例
代数的数以外では、以下の数が周期の例となることが知られている:
- 有理数{\displaystyle a=\int _{0}^{a}1\ \mathrm {d} x=\int _{x^{2}\leq ax}\operatorname {sgn}(a)\ \mathrm {d} x}
- 任意の代数的数aの自然対数

{\displaystyle \log(a)=\int _{1}^{a}{\frac {1}{x}}\ \mathrm {d} x}
- 円周率 π{\displaystyle =\int _{0}^{1}{\frac {4}{x^{2}+1}}\ \mathrm {d} x}
- 有理数を引数とする楕円積分
- 任意のゼータ定数（英語版）（整数引数に対するリーマンゼータ函数の特殊値）および任意の多重ゼータ値
- 代数的数における超幾何函数の特殊値
- 自然数 p, q に対するガンマ函数の値 Γ(p/q)q

周期の全体は可算濃度であるから、周期でない実数は連続体濃度個存在する。周期でない実数の具体例としてはチャイティンの定数 Ωがある。計算可能数であって周期とならない自然な例は今のところ知られていないが、人工的な例はカントールの対角線論法を用いて容易に作れる。ネイピア数 e, 1/π, オイラー–マスケローニ定数 γ などは周期でない数の尤もらしい候補と考えられる。

## 分類の目的
周期は、代数的数と超越数の間を埋める橋渡しとなるものである。代数的数のクラスは多くのよく知られた数学定数を含めるためには狭すぎ、また超越数の全体は可算でなくその元は一般には計算可能でない。これに対し周期全体の成す集合は可算であり、任意の周期は計算可能で、特に決定可能である。

## 予想
周期であることが知られている定数の多くが、超越函数の積分によっても与えられる。コンツェヴィッチとザギエは「なぜある種の無限和や超越函数の積分が周期となるのかを説明する普遍的なルールは存在しないように思われる」との注意を述べている。
コンツェヴィッチとザギエは「周期が相異なる二つの積分として与えられるならば、各積分は積分の線型性、変数変換、ニュートン–ライプニッツの公式 {\textstyle \int _{a}^{b}f'(x)\,dx=f(b)-f(a)}（あるいはより一般のストークスの公式）のみを用いてもう一方の積分に変形することができる」と予想した。
代数的数の有用な性質として「二つの代数式が相等しいかどうかをアルゴリズム的に決定できる」ことが挙げられる。そしてコンツェヴィッチとザギエの予想は「周期が相等しいかどうかということも決定可能である」ことを導くものとして理解できる: 計算可能な実数が相等しくないことは再帰的に枚挙可能であることが知られており、また逆に、二つの積分が一致するならばそのことを確かめるアルゴリズムは、それら積分の一方を他方に変換する可能なすべての方法を試すことによって為される。
ネイピア数 e やオイラー–マスケローニ定数 γ は周期であるとは考えられていない。被積分函数として代数函数を引数とする指数函数と代数函数との積を許せば、周期の概念は指数周期 (exponential period) の概念に拡張される。このように拡張を行えば、e の任意の代数的数乗、有理数引数におけるガンマ函数の特殊値、ベッセル函数の特殊値なども全て指数周期の例に含まれる。コンツェヴィッチとザギエによれば、あとはさらに定数 γ も含むような新たな周期の概念が見つかれば「すべての古典的定数は適当な意味で周期である」と言えるのではないかという。

## 注
1. ↑  Tent, Katrin; Ziegler, Martin (2010), “Computable functions of reals”, Münster Journal of Mathematics 3:  43–66

## 関連文献
- 吉永正彦『周期と実数の0-認識問題 : Kontsevich-Zagierの予想』2号、加藤文元・野海正俊編、、数学書房〈問題・予想・原理の数学〉、2016年。ISBN 9784903342429。 まえがき・目次 (PDF) /正誤表 (PDF)